# Plachého (České Budějovice)
Plachého je ulice v historickém centru Českých Budějovic. V současnosti spojuje severní stranu náměstí Přemysla Otakara II. s ulicí Na Mlýnské stoce a můstkem pro pěší s parkem Sady.

## Historie
V ulici se ve středověku konaly trhy zaměřené na vepřový dobytek, podle čehož byla označována jako Sviní ulice (latinsky vicus scropharum, německy Saugasse). Majitelé domů se většinou řadili ke střední až nižší třídě, s výjimkou několika sládků a mlynářů. Severní konec ulice byl původně uzavřen městskou hradbou, po jejíž demolici se lávkou pro pěší otevřela do městského parku Sady.

## Pojmenování
Jako Sviní byla od roku 1371 označována pouze široká část ulice v současném úseku Hroznové a Hradební. Úzká část spojující náměstí s Hroznovou ulicí byla označována jako Ulička, německy Gassl), případně Durchhaus (což se ale používalo také pro pasáž spojující ulice Česká a Krajinská) a lidově Pochcaná ulička, jak je ale také titulován průchod Solní brankou. Německý název Saugasse (Sviní ulice) byl považován za hanlivý, proto byl v 18. století změněn na Sauergasse (Kyselá ulice). Později, roku 1875, došlo k oficiálnímu přejmenování na Plachého (které se již vztahovalo na celý úsek od náměstí k Sadům). Jméno připomíná městského písaře Šimona Plachého z Třebnice, který byl v roce 1611 zabit při vpádu vojska pasovského biskupa Leopolda V. Habsburského.

## Využití
Na jihozápadním rohu Plachého a Hroznové fungovala restaurace na konci 19. století nazývaná U Mïlleretů, v první polovině 20. století U Hromádků a v roce 1946 U Venci s dřevěnou hlavou. Při ústí Hroznové na náměstí byla samoobsluha s potravinami U Kulíků. Na ní od konce 19. přinejmenším do poloviny 20. století navazovala vinárna a jídelna U Ašenbrylů, kde se denně podávala dršťková polévka, každý čtvrtek špekové knedlíky a hostům hrál polyfon. V uličce se vystřídalo několik kožešnictví a také obchod s hudebními nástroji, jemuž za první republiky předcházela soukromá hudební škola.